# مريم بنت عبد الله آل خليفة
مريم بنت عبد الله آل خليفة (مواليد 1980) هي عضوة في عائلة آل خليفة الحاكمة في البحرين. اشتهرت بهروبها من عائلتها والبحرين إلى الولايات المتحدة مع ضابط قوات مشاة بحرية الولايات المتحدة العريف جيسون جونسون الذي كان في ذلك الوقت يتمركز في البحرين كجزء من وحدة مكافحة الإرهاب وتوفير الأمن للأميركيين المغتربين. بعد أن تم تهريبها إلى الولايات المتحدة بمساعدة العريف جونسون تم تهديدها بالترحيل من جمارك الولايات المتحدة ولكنهم سمحوا لها بالبقاء بعد طلبها حق اللجوء مدعية أنها تخشى معاملتها بعنف من عائلتها ردا على فرارها من بلادها وبسبب وجود علاقة غرامية مع العريف الأمريكي. تم عرض قصتها كثيرًا في الصحافة الأميركية بما في ذلك برنامج اوبرا ثم تحولت إلى فيلم تلفزيوني.

## الخلفية
مريم هي إحدى البنات الخمس لعبد الله بن إبراهيم آل خليفة ابن عم بعيد لملك البحرين الحالي حمد بن عيسى بن سلمان آل خليفة.
في يناير 1999 التقت مريم وكيل عريف جيسون جونسون من قوات مشاة بحرية الولايات المتحدة ويتبع طائفة المورمون في مجمع تجاري في البحرين. تبادلا المكالمات الهاتفية والاجتماعات السرية حتى تم رصدها من قبل فرد من الحرس الوطني البحريني الذي أعلم والدتها بالعلاقة غير الشرعية. بعد أن أجبروها على إنهاء العلاقة ومنعها من رؤية جونسون قررت مريم مواصلة علاقتها به عن طريق الرسائل سرا عبر موظف في متجر مجوهرات في مجمع للتسوق لمدة أحد عشر شهرا حتى نهاية فترة عمل جونسون في البحرين.
سافرت مريم برفقة جونسون إلى الولايات المتحدة في نوفمبر 1999 متنكرة في زي امرأة من قوات مشاة بحرية الولايات المتحدة واستخدمت وثائق نقل عسكرية وهمية والتي صاغها العريف جونسون نفسه وتزوجا في كنيسة لاس فيجاس في 16 نوفمبر 1999 وبعد ذلك استقرت كربة بيت في سكنا في أحد منازل قاعدة كامب بندلتون لمشاة البحرية.

### طلب اللجوء
لدوره في مساعدة مريم في الفرار من البحرين تم تقديم جونسون لمحكمة عسكرية بتهمة «تزوير وثائق عسكرية» ولكن بسبب اهتمام جميع وسائل الإعلام في حال تم معاقبة جونسون فإنه تم تجريده من رتبته العريف وتخفيضه إلى جندي وهي أدنى رتبة في قوات مشاة البحرية الأمريكية ثم تم تسريحه بعد شهرين.
بسبب مواجهتها خطر الترحيل من الولايات المتحدة قررت مريم التقدم بطلب الحصول على حق اللجوء السياسي مشيرة إلى أنها تواجه الضرر واحتمال الموت حسب زعمها لعلاقتها وزواجها لاحقا من غير مسلم وأجنبي وبالتحديد أمريكي فضلا عن هربها من بلدها الأصلي بشكل غير قانوني دون الحصول على إذن من والدها أو حكومتها. في مقابلة مع قناة سي بي إس قالت مريم وجونسون أنه إذا عادت إلى البحرين فسوف «تجلد وترجم وتقتل». قال جونسون أيضا للصحفيين أن هناك توتر دائم مع عائلتها وقال مكتب التحقيقات الفيدرالي له أنهم قد اعترضوا شخص سوري ادعى أنه ينوي اغتيالها مقابل 500 ألف دولار أمريكي. بناء على هذه المخاوف فقد منحت مريم حق اللجوء في مايو 2001.

### تصوير وسائل الإعلام
في عام 2001 تم إنتاج فيلم تلفزيوني تدور قصته حول علاقة مريم بجيسون جونسون والفرار من البحرين إلى الولايات المتحدة بعنوان الأميرة وضابط البحرية وقد بث على قناة هيئة الإذاعة الوطنية. وقد أدى مارك بول غوسيلار شخصية جونسون وبينما جسدت ماريسول نيكولز شخصية مريم. الفيلم تسبب في أحد أكبر الحروب للحصول على حق الرعاية في تاريخ الأفلام التلفزيونية بقيمة تقدر بأكثر من 500 ألف دولار أمريكي.

### العودة لزيارة البحرين
في مايو 2001 منحت إدارة الهجرة الأمريكية والتجنس حق الإقامة الدائمة لمريم والمعروف شعبيا باسم البطاقة الخضراء. استأنفت مريم التواصل مع عائلتها في البحرين.
على الرغم من ادعاءاتها السابقة حيث كانت تخشى العنف أو الموت في وطنها فإن أكدت وكررت في مقابلات لاحقة أنها عادت إلى البحرين في أواخر عام 2001 لزيارة عائلتها. قالت أنها وعائلتها كانوا قلقين بشأن «العنف الذي يستهدف الناس من أصول شرق أوسطية» بعد 11 سبتمبر الإرهابية عام 2001. عادت إلى لاس فيغاس في نهاية العام.

### الطلاق
تقدم الزوجان بطلب للطلاق في 17 نوفمبر 2004 بعد يوم واحد من الذكرى الخامسة لزواجهما في لاس فيغاس مشيران إلى أنهما لا يستطيعان «التوافق في الزواج». وفقا لجونسون فإن مريم انغمست في الحياة الليلية كثيرًا في لاس فيغاس مما أدى بعد ذلك إلى القطيعة. كان الزوجان قد بدءا التفكير في الطلاق منذ عام 2001.
في عام 2005 ظهر جونسون على الحلقة التلفزيونية محكمة الطلاق بدون مريم للترافع في قضيته. بلغ عدد مشاهدي الحلقة 1224 وبثت في 31 يناير 2005.